# Benito Boldi
Benito Boldi (Tarcento, 19 febbraio 1934 – Biella, 3 febbraio 2021) è stato un calciatore italiano, di ruolo difensore.

## Carriera
Terzino friulano, secondo fratello di una dinastia di calciatori (il fratello maggiore Mario ha giocato nel Palermo negli anni '50) era per questo era noto come Boldi II. Cresce nella squadra del Pagnacco della provincia di Udine per poi passare nel 1952 alla corte di Paolo Mazza che lo consegna alle cure di Aurelio Marchese nelle giovanili della SPAL.
Con i biancoazzurri Boldi debutterà in Serie A il 3 ottobre 1954 a vent'anni contro il Genoa, nel capoluogo ligure. Al termine di quel campionato i ferraresi retrocedettero in Serie B, quindi Boldi passa alla Juventus in cambio di una somma cospicua. In seguito la SPAL verrà ripescata e Boldi esordisce con i torinesi in casa proprio contro la SPAL il 18 settembre 1955; poi in totale 4 gare nella Juventus allenata da Sandro Puppo che arriverà nona in campionato.
Tornato alla SPAL, stretto da Aulo Gelio Lucchi, Jenő Vinyei e Alberto Delfrati non riesce a divenire titolare e disputa 10 gare prima di tornare a Torino.
Tornato alla Juventus, Boldi gioca 10 gare in due campionati e 6 di Coppa Italia, vincendo lo scudetto nel 1958, quello della prima stella, oltre a legarsi amichevolmente a John Charles. La sua ultima partita nella Juventus, oltre che la sua ultima gara in Serie A, è il Derby della Mole del 15 marzo 1959, partita nella quale Giuseppe Virgili segnerà tre reti che saranno fatali per la sconfitta bianconera.
Passa al Catania nel 1959 dove ritrova i suoi ex compagni alla SPAL Guido Macor e Adelmo Prenna oltre al fratello minore Luciano (Boldi III), anch'egli proveniente dalla SPAL. In Serie B Benito Boldi contribuisce attivamente alla promozione degli etnei, poi scende in Serie C nel 1960 e gioca due stagioni al Cesena poi altre sei stagioni sempre in Serie C con la Biellese prima di concludere la carriera.
Boldi è morto il 3 febbraio 2021, per complicazioni da Covid-19.

## Palmarès

### Club

#### Competizioni nazionali
- Campionato italiano: 1

Juventus: 1957-1958
- Coppa Italia: 1

Juventus: 1958-1959